# 丸山寿
丸山 寿（まるやま ひさし、1961年3月8日 - ）は、日本の実業家。昭和電工マテリアルズ株式会社代表取締役会長、合成樹脂工業協会副会長。

## 人物・経歴
長野県飯田市出身。長野県飯田高等学校を経て、1983年一橋大学法学部卒業。大学卒業後は、一橋大卒業生の就職先としては珍しかった、製造業の法務部門を志して日立化成に入社した。入社後は、希望通り法務部門に配属され、南メソジスト大学法科大学院修士課程修了後、ニューヨークの法律事務所で研修を受け、契約書の作成や、交渉などを担当した。
日立化成では、社長室広報・IR担当部長や日立製作所広報部長への出向、自動車部品事業部副事業部長などを経て、2011年執行役に昇格。2015年執行役常務。2016年から取締役代表執行役執行役社長を務め、2018年からはCEOを兼務。売上高1兆円を目標とする中期経営計画を発表して、M&Aなどの手法も使いスマートフォン向け材料事業の強化等を進めた。また、品質不正問題への対応にもあたり、報酬減額処分を受けた。この間、合成樹脂工業協会副会長等も歴任した。2020年10月、昭和電工マテリアルズ代表取締役社長兼CEO。2022年1月、昭和電工マテリアルズ代表取締役会長。同年12月、退任。